# Tanneguy Le Fèvre
Tanneguy Le Fèvre (o Lefèbvre), detto Tanaquillus Faber (Caen, 1615 – Saumur, 12 settembre 1672) è stato un filologo e traduttore francese.

## Biografia
Tanneguy Le Fèvre studiò nel collegio dei gesuiti di La Flèche e poi a Parigi, dove fu nominato controllore della stamperia reale del Louvre dal cardinale Richelieu. Alla morte del cardinale, lasciò la capitale: dopo alcuni viaggi, abbracciò la fede protestante nel 1644 e si stabilì a Saumur nel 1649 nella cui accademia, dal 1651, insegnò per venti anni, prima come direttore della terza classe e, dal 1665, come titolare della cattedra di lingua greca antica. L'allievo André Dacier sposò sua figlia.
Rappresentò la Chiesa riformata al sinodo del Poitou; la sua profonda erudizione lo mise in corrispondenza con numerosi eruditi dell'epoca, tra i quali Gronow, Ménage e Pellisson, che lo consultarono e lo protessero: Pellisson gli fece persino corrispondere, anonimamente, una pensione di cento scudi e anche Colbert gli concesse una pensione di 1.000 lire nel 1665. Egli avrebbe potuto avere anche di più, ma le sue convinzioni religiose lo dissuasero dal chiedere favori.
Molière lo satireggiò nella sua commedia Les Femmes savantes sotto il nome di Vadius per la sua abitudine di inserire termini latini o greci là dove non trovava un equivalente francese.
Un suo lassismo morale – ebbe una mecenate a Saumur alla quale indirizzò dei versi in latino che fecero il giro della città – gli procurò una certa freddezza dai colleghi dell'accademia. Non approvando pienamente la dottrina calvinista, ebbe una polemica con il concistoro che lo indussero alle dimissioni dall'accademia il 25 ottobre 1670.
Ricevette allora diverse offerte d'insegnamento dalle università inglesi, da quelle di Leida e di Strasburgo, mentre il suo compatriota Pierre-Daniel Huet cercò di ottenere l'abiura delle sue convinzioni, che ottenne il 20 maggio 1671 a condizione che non fosse resa pubblica. Del resto, egli era, come scrisse  Voltaire, «più filosofo che ugonotto». In ogni caso, alla sua morte, avvenuta quando stava per accettare un'offerta di lavoro dall'Università di Heidelberg, fu sepolto nel cimitero protestante.
Lefebvre pubblicò almeno 37 opere, comprese quelle di autori non conformisti, come Longino, Anacreonte, Saffo, Apollodoro d'Atene, Aristofane o Luciano di Samosata e latini, come  Virgilio, Orazio, Lucrezio, Terenzio o Tito Livio.
Una delle figlie, Anne Dacier, è divenuta celebre come traduttrice di classici greci; il figlio Tanneguy II Lefebvre (1658-1717), fu rettore anch'egli del collegio di Saumur, prima di divenire pastore in Svizzera e in Inghilterra, tornando poi a Saumur dopo aver abiurato la sua fede protestante.

## Opere
- Epistolae Criticae, 1659
- Vite dei poeti greci, 1665
- Metodo per cominciare le umanità greche e latine, Saumur 1670
- Τά τοῦ Ἀνακρέοντος καί Σαπφούς μέλη, Notas & animadversiones addidit Tanaquillus Faber; in quibus multa veterum emendantur, Saumur, 1680